# Tonya Verbeek
Tonya Lynn Verbeek (Grimsby, 14 de agosto de 1977) es una deportista canadiense que compitió en lucha libre.
Participó en tres Juegos Olímpicos de Verano, obteniendo una medalla en cada edición, plata en Atenas 2004 y Londres 2012 y bronce en Pekín 2008, las tres en la categoría de 55 kg. Ganó tres medallas en el Campeonato Mundial de Lucha entre los años 2005 y 2011.

## Palmarés internacional
| Juegos Olímpicos   | Juegos Olímpicos      | Juegos Olímpicos  | Juegos Olímpicos |
| Año                | Lugar                 | Medalla           | Categoría        |
| ------------------ | --------------------- | ----------------- | ---------------- |
| 2004               | Atenas (Grecia)       | Medalla de plata  | 55 kg            |
| 2008               | Pekín (China)         | Medalla de bronce | 55 kg            |
| 2012               | Londres (Reino Unido) | Medalla de plata  | 55 kg            |
| Campeonato Mundial |                       |                   |                  |
| Año                | Lugar                 | Medalla           | Categoría        |
| 2005               | Budapest (Hungría)    | Medalla de bronce | 55 kg            |
| 2009               | Herning (Dinamarca)   | Medalla de bronce | 55 kg            |
| 2011               | Estambul (Turquía)    | Medalla de plata  | 55 kg            |